# Amleto si mette in affari
Amleto si mette in affari (Hamlet liikemaailmassa) è un film del 1987 scritto e diretto da Aki Kaurismäki.

## Trama
Amleto è l'erede unico di una famiglia di ricchi imprenditori che abitano in un enorme palazzo storico. Gertrud sua madre insieme all'amante Klaus provocano senza essere scoperti la morte del padre di Amleto. Dopo il funerale Polonius alto dirigente della società progetta di far innamorare Amleto di sua figlia Ofelia per tenerlo sotto controllo ma la relazione non consumata deprime Amleto che maltratta Ofelia. Dopo pochi mesi Gertrud e Klaus si sposano e il fantasma del padre di Amleto si manifesta al figlio chiedendo vendetta. Lauri fratello di Ofelia e amico d'infanzia di Amleto cerca di difendere l'onore della sorella ma vilipeso e umiliato da tutti scappa a Stoccolma. Klaus cerca di convincere  il consiglio di amministrazione a vendere i cantieri navali e le segherie a un imprenditore svedese e investire in paperelle di plastica che rappresenterebbero il business futuro. Amleto si oppone avendo la maggioranza dei voti e continua le sue avances a  Ofelia che anche se oramai innamorata  lo respinge volendolo prima sposare. Amleto invita sua madre e Klaus a teatro e paga gli attori per far inscenare a sorpresa l'assassinio del padre sul palcoscenico e smascherare i due amanti. Qualche giorno dopo Amleto uccide Polonius e prima di fuggire all'estero per sviare dai sospetti della polizia rompe il fidanzamento con Ofelia e la umilia definitivamente così che lei decide di annegarsi in una vasca da bagno. Il viaggio di Amleto era in realtà un'idea di Klaus per liberarsi di Amleto facendolo uccidere da due sicari. Il piano fallisce e Amleto li uccide e fa subito ritorno a casa. Intanto Lauri tornato per la morte di sua sorella Ofelia sconvolto accetta un altro piano di Klaus per avvelenare Amleto. Anche questo piano fallisce addirittura causando la morte di Gertrud. Klaus incita nuovamente Lauri contro Amleto che però ha ancora la meglio uccidendo sia Lauri con un televisore che sparando a Klaus, simulando un litigio tra i due. Rimangono nell'enorme casa solo Amleto e i due servitori Simo l'autista e la fidanzata cuoca Helena. Amleto rivela a Simo di essere lui il responsabile della morte del padre in realtà e quest'ultimo lo avvelena prima di nascondere le prove e fuggire con la futura moglie chiudendo l'enorme magione ormai vuota.